# Heriberto Correa Yepes
Heriberto Correa Yepes (Cedeño, 6 de agosto de 1916  – Medellín, 9 de septiembre de 2010) fue un obispo católico colombiano. Fue ordenado sacerdote el 12 de noviembre de 1939 por Mons. Miguel Ángel Builes en el Instituto de Misiones Extranjeras de Yarumal. Fue designado prefecto de la Prefectura Apostólica de Mitú el 27 de marzo de 1953, que luego será elevada a Vicario Apostólico de Mitú y siguió en su cargo hasta 1967. Fue designado Vicario Apostólico del Vicariato Apostólico de Buenaventura junto con el título de obispo de Casae Nigrae de 29 de enero de 1973 y consagrado obispo el 27 de marzo de 1973 por el Cardenal Aníbal Muñoz Duque. Se retiró como Vicario Apostólico de Buenaventura el 30 de noviembre de 1996.